# Alex Barrena
Alex Barrena (* 10. Oktober 2002 in Buenos Aires) ist ein argentinischer Tennisspieler.

## Karriere
Barrena spielte zwischen 2018 und 2020 auf der ITF Junior Tour. Er nahm 2020 an einem Grand-Slam-Turnier der Junioren teil, nämlich den French Open, wo er im Einzel das Viertelfinale erreichte. Dort verlor er gegen den späteren Finalisten Leandro Riedi aus der Schweiz. Er gewann einen Einzel- und zwei Doppeltitel bei niedriger dotierten Turnieren. In der Junioren-Rangliste erreichte er mit Platz 24 seine höchste Notierung.
Bei den Profis spielte Barrena bereits 2020, in seinem letzten Jahr als Junior. Es dauerte bis August 2022, dass er auf der drittklassigen ITF Future Tour das erste Mal über das Viertelfinale hinauskam. Direkt beim ersten Mal gewann er anschließend auch das Turnier ohne dabei einen Satz zu verlieren. Die Saison schloss er erstmals in den Top 700 der Tennisweltrangliste ab. Im Doppel hatte er zu diesem Zeitpunkt bereits zwei Titel gewonnen und sein bisheriges Karrierehoch von Rang 617 erreicht. Im Jahr 2023 verbesserte sich Barrena durch drei Future-Titel deutlich im Ranking. Auch dank erster Matcherfolge auf der höher dotierten ATP Challenger Tour stieg er das erste Mal in die Top 400 ein. 2024 verlief bei nur einem Future-Titel etwas schlechter; zweimal musste er zudem längere Pausen zwischen Turnieren einlegen. Sein bestes Challenger-Resultat erzielte er in Guayaquil, als er unter anderem die Nummer 101 der Welt, Francisco Comesaña, in zwei Sätzen besiegte und erstmals das Viertelfinale erreichte.
Im April 2025 gewann Barrena in seinem Heimatland das Challenger-Turnier in San Miguel de Tucumán, sein bis dahin größter Erfolg. Im Finale setzte er sich gegen seinen Landsmann Santiago Rodríguez Taverna durch. Beim direkt anschließenden Challenger in Porto Alegre kam er erneut ins Halbfinale. Durch diese Erfolge stand er kurz darauf wieder auf seinem Karrierehoch von 2023.

## Erfolge
| Legende (Anzahl der Siege) |
| Grand Slam                 |
| ATP Finals                 |
| ATP Tour Masters 1000      |
| ATP Tour 500               |
| ATP Tour 250               |
| ATP Challenger Tour (2)    |

### Einzel

#### Turniersiege
| Nr. | Datum          | Turnier               | Belag | Finalgegner                | Ergebnis      |
| --- | -------------- | --------------------- | ----- | -------------------------- | ------------- |
| 1.  | 27. April 2025 | San Miguel de Tucumán | Sand  | Santiago Rodríguez Taverna | 7:5, 6:2      |
| 2.  | 21. Juni 2025  | Santa Cruz            | Sand  | Franco Roncadelli          | 5:7, 7:5, 6:3 |